# نه (فیلم ۲۰۱۲)
نه (انگلیسی: No) فیلمی در ژانر درام و تاریخی به کارگردانی پابلو لارائین است که در سال ۲۰۱۲ منتشر شد. از بازیگران آن می‌توان به گائل گارسیا برنال و ریچارد درایفس اشاره کرد.

## داستان
آگوستو پینوشه که در پی کودتای ۱۹۷۳ شیلی بر مسند ریاست جمهوری نشسته بود، با توجه به فشاری که از سوی مخالفانش و جامعهٔ جهانی و به خصوص پاپ ژان پل دوم بر او وارد شد، اقدام به برگزاری همه‌پرسی کرد. در جریان همه‌پرسی کمپین‌های مخالف پینوشه، در رسانهٔ ملی شیلی ۱۵ دقیقه حق پخش داشتند…

## جوایز
- نامزد اسکار بهترین فیلم خارجی زبان
- برنده جایزه بهترین بازیگر زن در جشنواره فیلم ابوظبی
- برنده جایزه بهترین فیلم در جشنواره فیلم هاوانا
- برنده جایزه عینک گاندی در جشنواره فیلم تورینو

## امتیاز
این فیلم در سایت IMDB دارای امتیاز ۷٫۴ (۲۲۰۰۰ نفر در رای‌گیری شرکت کرده‌اند) و در سایت Rotten Tomatoes دارای امتیاز ۹۴٪ (۱۳۱ منتقد به این فیلم رای داده‌اند) می‌باشد.